# Шкабара Олексій Степанович
Олексі́й Степа́нович Шкаба́ра (1886—1959) — український науковець, професор, завідувач кафедри луківництва Київського меліоративного інституту, фундатор науково-освітньої культури боліт та луківництва в українському Поліссі.

## Життєпис
Народився 1886 року на Поліссі. Щодо батьків, то при заповненні особистої картки при влаштуванні на роботу за радянських часів Олексій Шкабара писав про них як про селян з села Горовата колишньої Мінської губернії Пінського повіту і зазначав, що обидва діди були кріпаками, а його батько пішов замість старшого брата на військову службу в 1877 році, після чого все життя працював будівельником. Мав сестру Марію і брата Петра.
Середню освіту Олексій здобув у престижному Київському реальному училищі. Закінчивши його 1905 року, він вступив до сільськогосподарського відділу Київського політехнічного інституту Імператора Олександра II.
29 травня 1910 року закінчив КПІ за спеціальністю «агроном-меліоратор». Сфера професійних уподобань сформувалася під впливом викладачів — знаних професорів: П. Р. Сльозкіна, В. Г. Бажаєва, К. Г. Шиндлера, О. В. Ключарєва та ін.
Під час літніх канікул він працював за своєю спеціальністю для вдосконалення набутих знань. Крім того, під час навчання на старших курсах інституту він давав приватні уроки. До кінця життя дружив зі своїм однокурсником М. О. Тюленєвим (1889—1969), майбутнім членом-кореспондентом Академії наук УРСР, одним із засновників наукової освітньої меліорації в Україні.
На останньому курсі навчання в КПІ він був заарештований на три дні за участь у відомих київських студентських протестах, пов'язаних зі смертю Льва Толстого. Після закінчення вишу був направлений на роботу агрономом у відділ сільського господарства Київського повітового земства Київської губернії. Під час цієї роботи з'явились його перші публікації з агрономії у періодичних виданнях Київського губернського земства.
1911 року одружився з Папашикою Тетяною Іванівною (1886—1968), випускницею Кам'янець-Подільської жіночої гімназії та студенткою другого курсу Вищих жіночих фельдшерських курсів Університету Св. Володимира, яка походила з родини секретаря земського управління Хотинського земства дворянина Івана Петровича Папашики.
1912 року у них народилась донька Катерина, а через півтора року — син Сергій.
З 1 січня 1912 року разом з М. О. Тюленєвим навчався на однорічних курсах культури боліт та лугових насаджень у Ризькому політехнічному інституті, організованих Департаментом сільського господарства. Там він ознайомився з роботою зразкових фермерів Балтійського регіону та Фінляндії, а також деяких провінцій Росії. Працював у дослідному господарстві «Ново-Петергоф». Був одним з трьох найкращих випускників курсів, яких влітку 1912 року Міністерство сільського господарства направило до Швеції, Данії та Німеччини для ознайомлення з культурою боліт та лугових насаджень. Під час закордонної подорожі він особисто познайомився з вченими-класиками болотної культури та лугового насадження професорами Такке, Флейшером (Німеччина), Бершем (Австрія), Рейліценом (Швеція) та іншими.
1912 року він опублікував свою першу статтю українською мовою, а саме «Цінність звичайної сівби», на сторінках газети «Рада» (№ 22, 1912).
Маючи великі перспективи кар'єрного зростання в столицях, він ти не менше обрав роботу в рідному Поліссі — 1914 року був призначений спеціалістом з болотної культури Управління сільського господарства Волинської губернії.
Інформації про його життя та діяльність під час Першої світової війни обмаль. Під час революційних подій 1917 року він працював фахівцем з культури боліт Волинської губернії. Восени 1917 року Волинська губернська агрономічна конференція обрала О. С. Шкабару спочатку помічником губернського агронома, а потім агрономом губернії. Загальними зборами земських службовців губернії він також був обраний Головою Спілки працівників земельних організацій Волині. Він займав ці посади за часів Української Центральної Ради, Української Держави гетьмана П. Скоропадського та Директорії Української Народної Республіки.
Очолював Волинський робітничий технікум протягом короткого періоду часу, а з кінця 1920 року отримав мандат на реорганізацію Полонського середнього сільськогосподарського училища в сільськогосподарський технікум. Протягом 1921—1922 років був головою Полонського (Волинського) сільськогосподарського технікуму. Згодом також працював у Житомирі.
З 1925 року керував Дослідною лукознавчою станцією в селі Козаровичі під Димером Київської області.
З 1 липня 1930 року — викладач Київського меліоративного інституту. Викладав дисципліни: «Посадка лугів з луговою культурою» та «Польова культура кормових рослин». 27 вересня 1930 року О. С. Шкабара був призначений завідувачем (деканом) факультету культури і технологій. Згодом очолив кафедру культурно-технічних дисциплін та низку міждвідомчих комісій.
У 1933 році він був заарештований у сфабрикованій справі шкідників-агрономів, що нібито були винні у голоді в Україні у 1932—1933 роках, та нібито за «шпигунство» на користь Польщі. Пережив ув'язнення та заслання (Омськ, Захсибкрай).
1936 року працював у Воронежі і Павловську. Під час німецько-радянської війни був в окупації — працював на сортувальному заводі Вейдель (Воронезька область), у Харкові, Полтаві, Золотоноші, Чорнобаївському районі. Після вигнання німецьких окупантів його призначили агрономом Богодухівської МТС, де він пропрацював 6 місяців.
Згодом оселився у Козаровичах. Був багаторічним незмінним завідувачем станції, де проводив агротехнічну роботу аж до її закриття у 1960-х роках, коли було створене Київське водосховище.
Завдяки брошурам, виданим станцією, збереглися географічні назви місцевостей, що зараз затоплені, як-то:
- болото Чайка;
- урочища: Кобилівське, Плесова нива, Язвин Ріг, Шишів, Яскоревище, Тимохів ріг, Косицьке, Хуторище, Нестерова поляна, Волосово;
- озера: Гульча, Борове, Каливе, Плоске, Грузьке, Березове;
- острів Зауступ[3].

## Родина
Був тричі одружений. Дочка від першого шлюбу Шкабара Катерина Олексіївна (1912—2002) — українська вчена-кібернетик, учасниця створення першої у континентальній Європі електронно-обчислювальної машини «МЕСМ». Лауреат премії НАН України імені С. О. Лебедєва (1991). Також мав синів Сергія від першого шлюбу та Івана (1936—2006) від третього шлюбу.
Онука Свербілова Тетяна Георгіївна (1953—2021), донька Катерини,  — українська філологиня, доктор філологічних наук, науковиця Інституту літератури ім. Т. Г. Шевченка НАН України, фахівець у галузі порівняльного літературознавства, автор численних наукових праць.
Брат Петро Шкабара у серпні 1937 року був заарештований в Києві. Після звільнення емігрував до Німеччини, де фінансово підтримував емігрантську українську студентську молодь.
У вересні 1937 року у Костянтинівці була заарештована його сестра Марія. Спочатку відбувала термін в Артемівській тюрмі, а потім була депортована до Казахстану. Після звільнення повернулася до Козаровичів і жила з О. С. Шкабарою.